# Rodrigo de la Serna

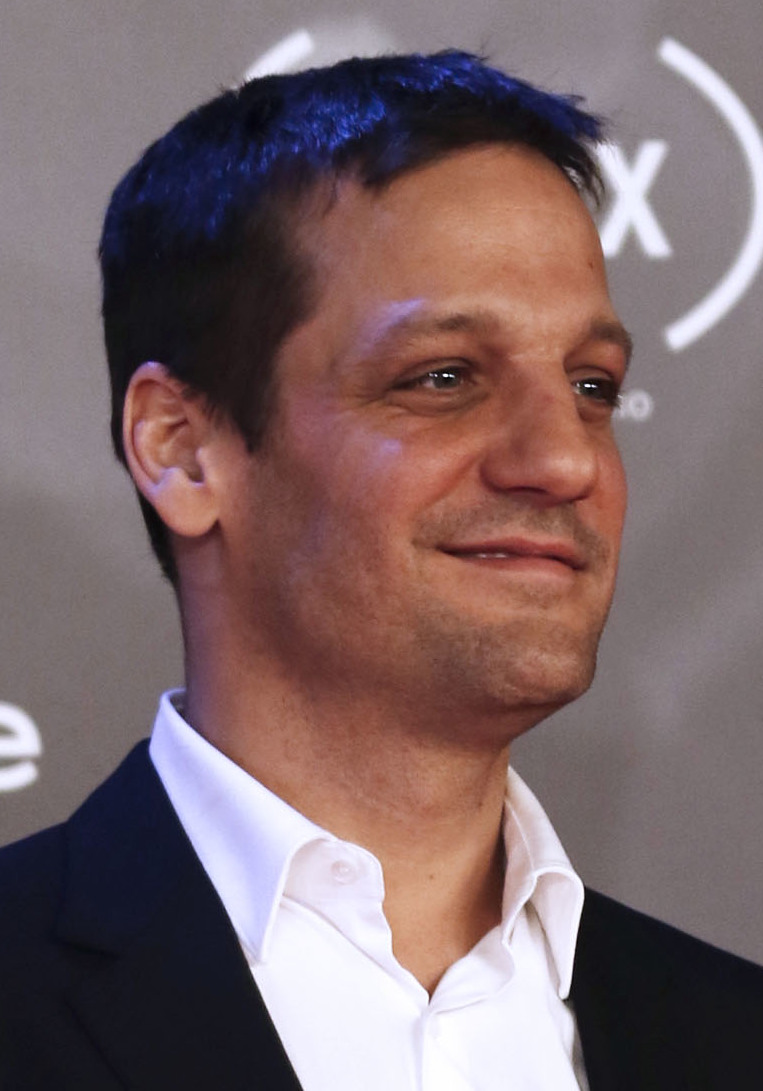
Rodrigo de la Serna, 2017

Rodrigo de la Serna (* 18. April 1976 in Buenos Aires) ist ein argentinischer Schauspieler.
Er ist vor allem für seine Rollen im Film Die Reise des jungen Che als Alberto Granado und in der spanischen Serie Haus des Geldes als Palermo bekannt.

## Karriere
Seine Karriere begann 1995, als er in einigen argentinischen Filmen und Serien mitspielte wie El mismo amor, la misma lluvia, Nueces para el amor und Sol Negro.
Mit dem Film Die Reise des jungen Che erreichte de la Serna 2004 erstmals eine größere Bekanntheit. Er gewann für seine Rolle den Independent Spirit Award in der Kategorie „Bestes Leinwanddebüt“ und war für einen BAFTA Award für die beste Nebenrolle nominiert. Er spielte die Rolle des Alberto Granado, des Gefährten Che Guevaras auf einer gemeinsamen achtmonatigen Reise durch Südamerika.
Über die Jahre hinweg spielte er in einigen argentinischen Fernsehserien mit, wofür er auch bei Preisverleihungen (z. B. den Martín Fierro Awards) durch Nominierungen und Auszeichnungen erhalten hat. Unter anderem spielte er in den Serien El Puntero, Hermanos y Detectives und El Lobista mit.
2015 spielte er im Biopic Chiamatemi Francesco über Papst Franziskus, den Papst selbst in jüngeren Jahren. Er spielte ebenfalls eine Hauptrolle im Netflix-Film Yucatán aus dem Jahr 2018 und im historischen Film San Martín: El Cruce de los Andes.
Ab dem dritten Teil, der im Jahr 2019 herauskam, spielt de la Serna als Palermo in der spanischen Netflix-Serie Haus des Geldes mit.

## Filmografie (Auswahl)
- 1999: El mismo amor, la misma lluvia
- 2000: Nueces para el amor
- 2001: Gallito Ciego
- 2003: Sol Negro
- 2004: Die Reise des jungen Che (Diarios de motocicleta)
- 2006: Buenos Aires 1977 (Crónica de una fuga)
- 2006: Hermanos y Detectives
- 2009: Tetro
- 2010: San Martín: El Cruce de los Andes
- 2011: El Puntero
- 2015: Chiamatemi Francesco
- 2016: Jeder gegen jeden (Cien años de perdón)
- 2016: Inseparables
- 2018: El Lobista
- 2018: Yucatán
- 2019–2021: Haus des Geldes (La casa de papel, Fernsehserie)